# 富塚 (白井市)
富塚（とみつか）は、千葉県白井市の大字。2014年2月28日現在の人口は1,115人。郵便番号270-1405。

## 地理
北は名内、河原子、北東は中、東は折立、南東は根、南は西白井、西は柏市藤ケ谷、北西は柏市金山に隣接している。
飛び地があり、西白井、根、大山口、根、大松、鎌ケ谷市初富、柏市藤ケ谷に隣接している。

## 世帯数と人口
2017年（平成29年）10月31日現在の世帯数と人口は以下の通りである。
| 大字 | 世帯数  | 人口    |
| ---- | ------- | ------- |
| 富塚 | 480世帯 | 1,119人 |

## 小・中学校の学区
市立小・中学校に通う場合、学区は以下の通りとなる。
| 番地 | 小学校                 | 中学校               |
| ---- | ---------------------- | -------------------- |
| 一部 | 白井市立白井第二小学校 | 白井市立白井中学校   |
| 一部 | 白井市立大山口小学校   | 白井市立大山口中学校 |

## 施設
- 八幡神社
- 西福寺
- 谷田営農組合ライスセンター

## 交通

### 道路
- 国道
  - 国道464号